# Wave Race: Blue Storm
Wave Race: Blue Storm é um jogo eletrônico de corrida wave runner lançado como título de lançamento para Nintendo GameCube em 14 de setembro de 2001. É uma sequela do jogo Wave Race 64 do Nintendo 64 de 1996, Wave Race: Blue Storm foi desenvolvido pelo estúdio de desenvolvimento da Nintendo NST e publicado pela Nintendo.